# Medalla al Mèrit Professional de la Comissió Interparroquial
La Medalla al Mèrit Professional de la Comissió Interparroquial és una condecoració atorgada per la Comissió Interparroquial del Principat d'Andorra dins de l'àmbit d'actuació dels agents dels Serveis de Circulació Comunals.

## Història
L'any 2011, la Comissió Interparroquial, òrgan rector dels diferents Serveis de Circulació Comunals del Principat d'Andorra aprovà a proposta d'Antoni Pujol, Cap del Servei de Circulació d'Andorra la Vella el Decret del 5-8-2011, on per primer cop a Andorra després de la creació el 2007 de l'Orde de Carlemany es creava un conjunt de condecoracions destinades a premiar la dedicació i els mèrits contraguts pels Agents dels diversos Serveis de Circulació Comunals. El disseny de la Medalla al Decret fou elaborat per Antoni Pujol.
Així, s'ideà la Medalla al Mèrit Professional en tant que la més alta condecoració dins del sistema d'honors dels Agents de Circulació. Al Decret 5-8-2011, els mèrits que descriuen l'atorgament són els següents: 
S'atorgarà per la realització d'un acte rellevant o exemplar en el compliment de les seves funcions.
Però més enllà dels prototips, la Medalla no va atorgar-se. L'any 2014, durant el Consolat i Presidència de la Comissió Interparroquial de Maria Rosa Ferrer Obiols i sobre la base d'un informe realitzat pel fal·lerista andorrà Adrià Espineta Arias la Comissió Interparroquial decideix modificar el Reglament i el disseny d'algunes de les peces per tal d'adaptar i donar funcionalitat les diverses institucions premials contingudes al mateix. Així, el resultat del mateix es publicà al novembre de 2015, per mitjà del Decret del 2-11-2015 de publicació del text refós del Reglament de distincions i de recompenses dels agents de circulació comunals.
En aquest nou Decret, s'estableix que la condecoració s'atorgarà pels mateixos mèrits que el 2011, però amb l'afegit que podrà atorgar-se a civils i membres d'altres cossos nacionals andorrans.

## Insígnies

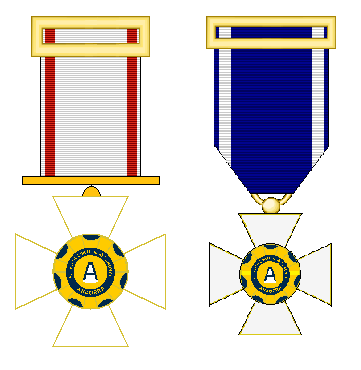
Comparativa entre el model de 2011 (esquerra) i el de 2015 (dreta)

El disseny original de la peça correspon a Antoni Pujol. Al primer reglament, es descriu de la manera següent:
Ha de tenir un diàmetre de 40 mm i ha de tenir forma de la creu de Malta amb els laterals rectes filetejats d'or. Ha d'estar lacada en blanc amb l'escut del Servei de Circulació al mig de 20 mm d'or, i amb una inscripció al darrere de la creu corresponent a la menció “mèrit professional” d'una mida de 20 mm. Una cinta amb el filet de 3 mm de color vermell als dos extrems i al mig de color blanc.
La Reforma del 2015
Però arran de l'informe del 2014, la descripció al nou Reglament sorgit de la Reforma del 2015 queda establerta de la manera següent: 
Ha de tenir un diàmetre de 40 mm i ha de tenir forma de la creu ampliada amb els laterals rectes filetejats daurats. Ha d'estar esmaltada en blanc amb l'escut del Servei de Circulació al mig de 20 mm daurat i amb una inscripció al darrere de la creu corresponent a la menció “AL MÈRIT PROFESSIONAL” d'una mida de 20 mm, sota la qual s'ha d'inscriure el número de registre de la peça.Ha de penjar d'una cinta de 4 cm de llargada. L'amplada de la cinta ha de ser igual al diàmetre de la medalla, que ha de tenir una agulla per poder enganxar-se a la roba a l'extrem superior. […] empra una cinta de color blau marí amb un filet de 3 mm de color blanc als dos extrems [...]. A manera de miniatura i miniatura de solapa, es pot fer ús d'un distintiu de 10 mm que representa la creu ampliada amb l'escut del Servei de Circulació al centre.
A més a més, és important destacar que a partir de la reforma del 2015, totes les peces seran numerades i registrades.

## Atorgament
La Medalla al Mèrit Professional de la Comissió Interparroquial s'atorga a proposta de les autoritats comunals o del cap del Servei de Circulació de la parròquia a la que serveix l'Agent condecorat. El lliurament l'efectua el Cònsol de la parròquia a la qual pertany l'agent de circulació durant la Diada dels Agents de Circulació.
En els casos en què l'Agent condecorat estigui sancionat, amb un expedient incoat o suspès del servei, són els seus superiors els qui decideixen la idoneïtat del lliurament de distincions i recompenses.